# Mistrovství světa v ledním hokeji do 18 let 2002
Mistrovství světa v ledním hokeji do 18 let 2002 se konalo ve městech Piešťany a Trnava na Slovensku. Probíhalo ve dnech 11. dubna až 21. dubna 2002. Mistrovství světa se hrálo na stadionech Zimní Stadion v Piešťanech a Zimní Stadion v Trnavě. Tento ročník se hrál na finálovou skupinu ve které měl nejlepší skóre tým z USA.
Tento ročník měla elitní skupina výjimečně 12 účastníků, neboť byl nově přijat tým Kanady, který se do té doby MS do 18 let neúčastnil. Aby ročník neměl lichý počet účastníků, sestupující z minulého ročníku - Ukrajina se zachránila. Bylo rozhodnuto, že počet týmů bude po této výjimečné situaci opět upraven na 10, tj. sestoupí poslední 3 týmy skupiny o udržení.

## Elitní skupina

### Základní skupiny

#### Skupina A
| Tým          | Z | V | P | R | GV | GI | B  |
| ------------ | - | - | - | - | -- | -- | -- |
| 1. Rusko     | 5 | 5 | 0 | 0 | 34 | 10 | 10 |
| 2. Česko     | 5 | 4 | 1 | 0 | 25 | 12 | 8  |
| 3. Kanada    | 5 | 3 | 2 | 0 | 21 | 17 | 6  |
| 4. Norsko    | 5 | 1 | 3 | 1 | 13 | 23 | 3  |
| 5. Slovensko | 5 | 1 | 4 | 0 | 10 | 19 | 2  |
| 6. Německo   | 5 | 0 | 4 | 1 | 7  | 29 | 1  |

| 11. dubna 2002 | Norsko | 2 - 2 | Německo |  |
|                | Norsko |       | Německo |  |

| Souhrn zápasu | Souhrn zápasu | Souhrn zápasu | Souhrn zápasu | Souhrn zápasu |
| ------------- | ------------- | ------------- | ------------- | ------------- |
|               | {{{góly1}}}   |               | {{{góly2}}}   |               |

| 11. dubna 2002 | Slovensko | 1 - 5 | Česko |  |
|                | Slovensko |       | Česko |  |

| Souhrn zápasu | Souhrn zápasu | Souhrn zápasu | Souhrn zápasu | Souhrn zápasu |
| ------------- | ------------- | ------------- | ------------- | ------------- |
|               | {{{góly1}}}   |               | {{{góly2}}}   |               |

| 11. dubna 2002 | Kanada | 4 - 8 | Rusko |  |
|                | Kanada |       | Rusko |  |

| Souhrn zápasu | Souhrn zápasu | Souhrn zápasu | Souhrn zápasu | Souhrn zápasu |
| ------------- | ------------- | ------------- | ------------- | ------------- |
|               | {{{góly1}}}   |               | {{{góly2}}}   |               |

| 12. dubna 2002 | Česko | 7 - 4 | Norsko |  |
|                | Česko |       | Norsko |  |

| Souhrn zápasu | Souhrn zápasu | Souhrn zápasu | Souhrn zápasu | Souhrn zápasu |
| ------------- | ------------- | ------------- | ------------- | ------------- |
|               | {{{góly1}}}   |               | {{{góly2}}}   |               |

| 12. dubna 2002 | Rusko | 6 - 1 | Slovensko |  |
|                | Rusko |       | Slovensko |  |

| Souhrn zápasu | Souhrn zápasu | Souhrn zápasu | Souhrn zápasu | Souhrn zápasu |
| ------------- | ------------- | ------------- | ------------- | ------------- |
|               | {{{góly1}}}   |               | {{{góly2}}}   |               |

| 12. dubna 2002 | Německo | 1 - 9 | Kanada |  |
|                | Německo |       | Kanada |  |

| Souhrn zápasu | Souhrn zápasu | Souhrn zápasu | Souhrn zápasu | Souhrn zápasu |
| ------------- | ------------- | ------------- | ------------- | ------------- |
|               | {{{góly1}}}   |               | {{{góly2}}}   |               |

| 14. dubna 2002 | Česko | 6 - 1 | Německo |  |
|                | Česko |       | Německo |  |

| Souhrn zápasu | Souhrn zápasu | Souhrn zápasu | Souhrn zápasu | Souhrn zápasu |
| ------------- | ------------- | ------------- | ------------- | ------------- |
|               | {{{góly1}}}   |               | {{{góly2}}}   |               |

| 14. dubna 2002 | Kanada | 3 - 1 | Slovensko |  |
|                | Kanada |       | Slovensko |  |

| Souhrn zápasu | Souhrn zápasu | Souhrn zápasu | Souhrn zápasu | Souhrn zápasu |
| ------------- | ------------- | ------------- | ------------- | ------------- |
|               | {{{góly1}}}   |               | {{{góly2}}}   |               |

| 14. dubna 2002 | Rusko | 7 - 0 | Norsko |  |
|                | Rusko |       | Norsko |  |

| Souhrn zápasu | Souhrn zápasu | Souhrn zápasu | Souhrn zápasu | Souhrn zápasu |
| ------------- | ------------- | ------------- | ------------- | ------------- |
|               | {{{góly1}}}   |               | {{{góly2}}}   |               |

| 15. dubna 2002 | Česko | 4 - 1 | Kanada |  |
|                | Česko |       | Kanada |  |

| Souhrn zápasu | Souhrn zápasu | Souhrn zápasu | Souhrn zápasu | Souhrn zápasu |
| ------------- | ------------- | ------------- | ------------- | ------------- |
|               | {{{góly1}}}   |               | {{{góly2}}}   |               |

| 15. dubna 2002 | Slovensko | 3 - 4 | Norsko |  |
|                | Slovensko |       | Norsko |  |

| Souhrn zápasu | Souhrn zápasu | Souhrn zápasu | Souhrn zápasu | Souhrn zápasu |
| ------------- | ------------- | ------------- | ------------- | ------------- |
|               | {{{góly1}}}   |               | {{{góly2}}}   |               |

| 15. dubna 2002 | Německo | 2 - 8 | Rusko |  |
|                | Německo |       | Rusko |  |

| Souhrn zápasu | Souhrn zápasu | Souhrn zápasu | Souhrn zápasu | Souhrn zápasu |
| ------------- | ------------- | ------------- | ------------- | ------------- |
|               | {{{góly1}}}   |               | {{{góly2}}}   |               |

| 17. dubna 2002 | Norsko | 3 - 4 | Kanada |  |
|                | Norsko |       | Kanada |  |

| Souhrn zápasu | Souhrn zápasu | Souhrn zápasu | Souhrn zápasu | Souhrn zápasu |
| ------------- | ------------- | ------------- | ------------- | ------------- |
|               | {{{góly1}}}   |               | {{{góly2}}}   |               |

| 17. dubna 2002 | Rusko | 5 - 3 | Česko |  |
|                | Rusko |       | Česko |  |

| Souhrn zápasu | Souhrn zápasu | Souhrn zápasu | Souhrn zápasu | Souhrn zápasu |
| ------------- | ------------- | ------------- | ------------- | ------------- |
|               | {{{góly1}}}   |               | {{{góly2}}}   |               |

| 17. dubna 2002 | Německo | 1 - 4 | Slovensko |  |
|                | Německo |       | Slovensko |  |

| Souhrn zápasu | Souhrn zápasu | Souhrn zápasu | Souhrn zápasu | Souhrn zápasu |
| ------------- | ------------- | ------------- | ------------- | ------------- |
|               | {{{góly1}}}   |               | {{{góly2}}}   |               |

#### Skupina B
| Tým          | Z | V | P | R | GV | GI | B  |
| ------------ | - | - | - | - | -- | -- | -- |
| 1. USA       | 5 | 5 | 0 | 0 | 33 | 5  | 10 |
| 2. Finsko    | 5 | 4 | 1 | 0 | 22 | 7  | 8  |
| 3. Bělorusko | 5 | 2 | 3 | 0 | 14 | 21 | 4  |
| 4. Švédsko   | 5 | 2 | 3 | 0 | 16 | 16 | 4  |
| 5. Švýcarsko | 5 | 2 | 3 | 0 | 18 | 21 | 4  |
| 6. Ukrajina  | 5 | 0 | 5 | 0 | 4  | 37 | 0  |

| 11. dubna 2002 | Bělorusko | 0 - 9 | USA |  |
|                | Bělorusko |       | USA |  |

| Souhrn zápasu | Souhrn zápasu | Souhrn zápasu | Souhrn zápasu | Souhrn zápasu |
| ------------- | ------------- | ------------- | ------------- | ------------- |
|               | {{{góly1}}}   |               | {{{góly2}}}   |               |

| 11. dubna 2002 | Švédsko | 0 - 2 | Finsko |  |
|                | Švédsko |       | Finsko |  |

| Souhrn zápasu | Souhrn zápasu | Souhrn zápasu | Souhrn zápasu | Souhrn zápasu |
| ------------- | ------------- | ------------- | ------------- | ------------- |
|               | {{{góly1}}}   |               | {{{góly2}}}   |               |

| 11. dubna 2002 | Ukrajina | 0 - 10 | Švýcarsko |  |
|                | Ukrajina |        | Švýcarsko |  |

| Souhrn zápasu | Souhrn zápasu | Souhrn zápasu | Souhrn zápasu | Souhrn zápasu |
| ------------- | ------------- | ------------- | ------------- | ------------- |
|               | {{{góly1}}}   |               | {{{góly2}}}   |               |

| 12. dubna 2002 | Finsko | 4 - 3 | Bělorusko |  |
|                | Finsko |       | Bělorusko |  |

| Souhrn zápasu | Souhrn zápasu | Souhrn zápasu | Souhrn zápasu | Souhrn zápasu |
| ------------- | ------------- | ------------- | ------------- | ------------- |
|               | {{{góly1}}}   |               | {{{góly2}}}   |               |

| 12. dubna 2002 | Švýcarsko | 3 - 2 | Švédsko |  |
|                | Švýcarsko |       | Švédsko |  |

| Souhrn zápasu | Souhrn zápasu | Souhrn zápasu | Souhrn zápasu | Souhrn zápasu |
| ------------- | ------------- | ------------- | ------------- | ------------- |
|               | {{{góly1}}}   |               | {{{góly2}}}   |               |

| 12. dubna 2002 | USA | 10 - 0 | Ukrajina |  |
|                | USA |        | Ukrajina |  |

| Souhrn zápasu | Souhrn zápasu | Souhrn zápasu | Souhrn zápasu | Souhrn zápasu |
| ------------- | ------------- | ------------- | ------------- | ------------- |
|               | {{{góly1}}}   |               | {{{góly2}}}   |               |

| 14. dubna 2002 | Ukrajina | 3 - 8 | Švédsko |  |
|                | Ukrajina |       | Švédsko |  |

| Souhrn zápasu | Souhrn zápasu | Souhrn zápasu | Souhrn zápasu | Souhrn zápasu |
| ------------- | ------------- | ------------- | ------------- | ------------- |
|               | {{{góly1}}}   |               | {{{góly2}}}   |               |

| 14. dubna 2002 | Švýcarsko | 3 - 6 | Bělorusko |  |
|                | Švýcarsko |       | Bělorusko |  |

| Souhrn zápasu | Souhrn zápasu | Souhrn zápasu | Souhrn zápasu | Souhrn zápasu |
| ------------- | ------------- | ------------- | ------------- | ------------- |
|               | {{{góly1}}}   |               | {{{góly2}}}   |               |

| 14. dubna 2002 | Finsko | 2 - 3 | USA |  |
|                | Finsko |       | USA |  |

| Souhrn zápasu | Souhrn zápasu | Souhrn zápasu | Souhrn zápasu | Souhrn zápasu |
| ------------- | ------------- | ------------- | ------------- | ------------- |
|               | {{{góly1}}}   |               | {{{góly2}}}   |               |

| 15. dubna 2002 | Švédsko | 4 - 2 | Bělorusko |  |
|                | Švédsko |       | Bělorusko |  |

| Souhrn zápasu | Souhrn zápasu | Souhrn zápasu | Souhrn zápasu | Souhrn zápasu |
| ------------- | ------------- | ------------- | ------------- | ------------- |
|               | {{{góly1}}}   |               | {{{góly2}}}   |               |

| 15. dubna 2002 | Finsko | 6 - 0 | Ukrajina |  |
|                | Finsko |       | Ukrajina |  |

| Souhrn zápasu | Souhrn zápasu | Souhrn zápasu | Souhrn zápasu | Souhrn zápasu |
| ------------- | ------------- | ------------- | ------------- | ------------- |
|               | {{{góly1}}}   |               | {{{góly2}}}   |               |

| 15. dubna 2002 | USA | 5 - 1 | Švýcarsko |  |
|                | USA |       | Švýcarsko |  |

| Souhrn zápasu | Souhrn zápasu | Souhrn zápasu | Souhrn zápasu | Souhrn zápasu |
| ------------- | ------------- | ------------- | ------------- | ------------- |
|               | {{{góly1}}}   |               | {{{góly2}}}   |               |

| 17. dubna 2002 | Bělorusko | 3 - 1 | Ukrajina |  |
|                | Bělorusko |       | Ukrajina |  |

| Souhrn zápasu | Souhrn zápasu | Souhrn zápasu | Souhrn zápasu | Souhrn zápasu |
| ------------- | ------------- | ------------- | ------------- | ------------- |
|               | {{{góly1}}}   |               | {{{góly2}}}   |               |

| 17. dubna 2002 | USA | 6 - 2 | Švédsko |  |
|                | USA |       | Švédsko |  |

| Souhrn zápasu | Souhrn zápasu | Souhrn zápasu | Souhrn zápasu | Souhrn zápasu |
| ------------- | ------------- | ------------- | ------------- | ------------- |
|               | {{{góly1}}}   |               | {{{góly2}}}   |               |

| 17. dubna 2002 | Švýcarsko | 1 - 8 | Finsko |  |
|                | Švýcarsko |       | Finsko |  |

| Souhrn zápasu | Souhrn zápasu | Souhrn zápasu | Souhrn zápasu | Souhrn zápasu |
| ------------- | ------------- | ------------- | ------------- | ------------- |
|               | {{{góly1}}}   |               | {{{góly2}}}   |               |

### Závěrečná fáze

#### Finálová skupina
| Tým          | Z | V | P | R | GV | GI | B |
| ------------ | - | - | - | - | -- | -- | - |
| 1. USA       | 5 | 4 | 1 | 0 | 27 | 7  | 8 |
| 2. Rusko     | 5 | 4 | 1 | 0 | 29 | 13 | 8 |
| 3. Česko     | 5 | 4 | 1 | 0 | 17 | 9  | 8 |
| 4. Finsko    | 5 | 2 | 3 | 0 | 14 | 15 | 4 |
| 5. Bělorusko | 5 | 1 | 4 | 0 | 9  | 32 | 2 |
| 6. Kanada    | 5 | 0 | 5 | 0 | 12 | 30 | 0 |

| 18. dubna 2002 | Česko | 5 - 1 | Bělorusko |  |
|                | Česko |       | Bělorusko |  |

| Souhrn zápasu | Souhrn zápasu | Souhrn zápasu | Souhrn zápasu | Souhrn zápasu |
| ------------- | ------------- | ------------- | ------------- | ------------- |
|               | {{{góly1}}}   |               | {{{góly2}}}   |               |

| 18. dubna 2002 | USA | 10 - 3 | Kanada |  |
|                | USA |        | Kanada |  |

| Souhrn zápasu | Souhrn zápasu | Souhrn zápasu | Souhrn zápasu | Souhrn zápasu |
| ------------- | ------------- | ------------- | ------------- | ------------- |
|               | {{{góly1}}}   |               | {{{góly2}}}   |               |

| 18. dubna 2002 | Rusko | 4 - 3 | Finsko |  |
|                | Rusko |       | Finsko |  |

| Souhrn zápasu | Souhrn zápasu | Souhrn zápasu | Souhrn zápasu | Souhrn zápasu |
| ------------- | ------------- | ------------- | ------------- | ------------- |
|               | {{{góly1}}}   |               | {{{góly2}}}   |               |

| 20. dubna 2002 | Finsko | 3 - 1 | Kanada |  |
|                | Finsko |       | Kanada |  |

| Souhrn zápasu | Souhrn zápasu | Souhrn zápasu | Souhrn zápasu | Souhrn zápasu |
| ------------- | ------------- | ------------- | ------------- | ------------- |
|               | {{{góly1}}}   |               | {{{góly2}}}   |               |

| 20. dubna 2002 | USA | 0 - 1 | Česko |  |
|                | USA |       | Česko |  |

| Souhrn zápasu | Souhrn zápasu | Souhrn zápasu | Souhrn zápasu | Souhrn zápasu |
| ------------- | ------------- | ------------- | ------------- | ------------- |
|               | {{{góly1}}}   |               | {{{góly2}}}   |               |

| 20. dubna 2002 | Bělorusko | 0 - 11 | Rusko |  |
|                | Bělorusko |        | Rusko |  |

| Souhrn zápasu | Souhrn zápasu | Souhrn zápasu | Souhrn zápasu | Souhrn zápasu |
| ------------- | ------------- | ------------- | ------------- | ------------- |
|               | {{{góly1}}}   |               | {{{góly2}}}   |               |

| 21. dubna 2002 | Česko | 4 - 2 | Finsko |  |
|                | Česko |       | Finsko |  |

| Souhrn zápasu | Souhrn zápasu | Souhrn zápasu | Souhrn zápasu | Souhrn zápasu |
| ------------- | ------------- | ------------- | ------------- | ------------- |
|               | {{{góly1}}}   |               | {{{góly2}}}   |               |

| 21. dubna 2002 | Kanada | 3 - 5 | Bělorusko |  |
|                | Kanada |       | Bělorusko |  |

| Souhrn zápasu | Souhrn zápasu | Souhrn zápasu | Souhrn zápasu | Souhrn zápasu |
| ------------- | ------------- | ------------- | ------------- | ------------- |
|               | {{{góly1}}}   |               | {{{góly2}}}   |               |

| 21. dubna 2002 | Rusko | 1 - 3 | USA |  |
|                | Rusko |       | USA |  |

| Souhrn zápasu | Souhrn zápasu | Souhrn zápasu | Souhrn zápasu | Souhrn zápasu |
| ------------- | ------------- | ------------- | ------------- | ------------- |
|               | {{{góly1}}}   |               | {{{góly2}}}   |               |

#### Skupina o udržení
| Tým          | Z | V | P | R | GV | GI | B  |
| ------------ | - | - | - | - | -- | -- | -- |
| 7. Švýcarsko | 5 | 5 | 0 | 0 | 28 | 6  | 10 |
| 8. Slovensko | 5 | 3 | 2 | 0 | 15 | 11 | 6  |
| 9. Švédsko   | 5 | 3 | 2 | 0 | 20 | 13 | 6  |
| 10. Německo  | 5 | 1 | 3 | 1 | 9  | 16 | 3  |
| 11. Norsko   | 5 | 1 | 3 | 1 | 12 | 20 | 3  |
| 12. Ukrajina | 5 | 1 | 4 | 0 | 9  | 27 | 2  |

| 18. dubna 2002 | Švédsko | 4 - 0 | Německo |  |
|                | Švédsko |       | Německo |  |

| Souhrn zápasu | Souhrn zápasu | Souhrn zápasu | Souhrn zápasu | Souhrn zápasu |
| ------------- | ------------- | ------------- | ------------- | ------------- |
|               | {{{góly1}}}   |               | {{{góly2}}}   |               |

| 18. dubna 2002 | Norsko | 2 - 7 | Švýcarsko |  |
|                | Norsko |       | Švýcarsko |  |

| Souhrn zápasu | Souhrn zápasu | Souhrn zápasu | Souhrn zápasu | Souhrn zápasu |
| ------------- | ------------- | ------------- | ------------- | ------------- |
|               | {{{góly1}}}   |               | {{{góly2}}}   |               |

| 18. dubna 2002 | Slovensko | 3 - 0 | Ukrajina |  |
|                | Slovensko |       | Ukrajina |  |

| Souhrn zápasu | Souhrn zápasu | Souhrn zápasu | Souhrn zápasu | Souhrn zápasu |
| ------------- | ------------- | ------------- | ------------- | ------------- |
|               | {{{góly1}}}   |               | {{{góly2}}}   |               |

| 20. dubna 2002 | Švýcarsko | 5 - 2 | Německo |  |
|                | Švýcarsko |       | Německo |  |

| Souhrn zápasu | Souhrn zápasu | Souhrn zápasu | Souhrn zápasu | Souhrn zápasu |
| ------------- | ------------- | ------------- | ------------- | ------------- |
|               | {{{góly1}}}   |               | {{{góly2}}}   |               |

| 20. dubna 2002 | Ukrajina | 5 - 2 | Norsko |  |
|                | Ukrajina |       | Norsko |  |

| Souhrn zápasu | Souhrn zápasu | Souhrn zápasu | Souhrn zápasu | Souhrn zápasu |
| ------------- | ------------- | ------------- | ------------- | ------------- |
|               | {{{góly1}}}   |               | {{{góly2}}}   |               |

| 20. dubna 2002 | Švédsko | 3 - 5 | Slovensko |  |
|                | Švédsko |       | Slovensko |  |

| Souhrn zápasu | Souhrn zápasu | Souhrn zápasu | Souhrn zápasu | Souhrn zápasu |
| ------------- | ------------- | ------------- | ------------- | ------------- |
|               | {{{góly1}}}   |               | {{{góly2}}}   |               |

| 21. dubna 2002 | Německo | 4 - 1 | Ukrajina |  |
|                | Německo |       | Ukrajina |  |

| Souhrn zápasu | Souhrn zápasu | Souhrn zápasu | Souhrn zápasu | Souhrn zápasu |
| ------------- | ------------- | ------------- | ------------- | ------------- |
|               | {{{góly1}}}   |               | {{{góly2}}}   |               |

| 21. dubna 2002 | Slovensko | 0 - 3 | Švýcarsko |  |
|                | Slovensko |       | Švýcarsko |  |

| Souhrn zápasu | Souhrn zápasu | Souhrn zápasu | Souhrn zápasu | Souhrn zápasu |
| ------------- | ------------- | ------------- | ------------- | ------------- |
|               | {{{góly1}}}   |               | {{{góly2}}}   |               |

| 21. dubna 2002 | Norsko | 2 - 3 | Švédsko |  |
|                | Norsko |       | Švédsko |  |

| Souhrn zápasu | Souhrn zápasu | Souhrn zápasu | Souhrn zápasu | Souhrn zápasu |
| ------------- | ------------- | ------------- | ------------- | ------------- |
|               | {{{góly1}}}   |               | {{{góly2}}}   |               |

### Konečné pořadí
| Rk.              | Tým       |
| ---------------- | --------- |
| Zlatá medaile    | USA       |
| Stříbrná medaile | Rusko     |
| Bronzová medaile | Česko     |
| 4.               | Finsko    |
| 5.               | Bělorusko |
| 6.               | Kanada    |
| 7.               | Švýcarsko |
| 8.               | Slovensko |
| 9.               | Švédsko   |
| 10.              | Německo   |
| 11.              | Norsko    |
| 12.              | Ukrajina  |

Týmy  Německo,  Norsko a  Ukrajina sestoupily do 1. divize na Mistrovství světa v ledním hokeji do 18 let 2003.

### Soupisky
| USA – Noah Babin, David Booth, Matthew Carle, Patrick Eaves, Tyler Hirsch, Jimmy Howard, Ryan Kesler, Greg Moore, Ray Ortiz, Patrick O’Sullivan, Zach Parise, Corey Potter, Nate Raduns, Tim Roth, Tom Sawatske, Evan Shaw, Brett Sterling, Mark Stuart, Ryan Suter, Tim Wallace, Stephen Werner, James Wisniewski · Trenér: Mike Eaves |

| Rusko – Sergei Anšakov, Anton Babčuk, Konstantin Barulin, Denis Chudjakov, Denis Grot, Igor Ignatuškin, Jevgenij Isakov, Denis Ješov, Dmitrij Kasionov, Konstantin Kornejev, Dmitrij Kosmačev, Dmitrij Kostjuk, Ilja Krikunov, Alexandr Ovečkin, Sergej Šemetov, Nikolaj Šerdev, Alexandr Šinin, Alexej Škotov, Maxim Ščevjev, Alexandr Sjomin, Alexej Stonkus, Jevgenij Tunik · Trenér: Ravil Išakov |

| Česko – Michal Barinka, Roman Bílek, Marek Chvátal, Martin Čížek, Tomáš Csabi, Tomáš Fleischmann, Jiří Hudler, Jiří Hunkes, Jakub Klepiš, Tomáš Kolafa, Jakub Koreis, Kamil Kreps, Jan Kubišta, Jakub Langhammer, Lukáš Mensator, Milan Michálek, Lukáš Musil, Ondřej Němec, Ctirad Ovčačík, Lukáš Pabiška, Jan Velich, Roman Vondráček · Trenér: Břetislav Kopřiva, Pavel Marek |

## 1. divize
Turnaj se odehrál v Mariboru a Celji ve Slovinsku.
 Severní Korea se vzdala účasti a stala se tak sestupujícím týmem. Nikdo jiný nesestoupil vzhledem k rozšíření 1. divize na 12 účastníků.

### Základní skupiny

#### Skupina A
| Tým           | Z | V | P | R | GV | GI | B |
| ------------- | - | - | - | - | -- | -- | - |
| 1. Kazachstán | 2 | 2 | 0 | 0 | 12 | 2  | 4 |
| 2. Rakousko   | 2 | 1 | 1 | 0 | 4  | 7  | 2 |
| 3. Itálie     | 2 | 0 | 2 | 0 | 2  | 9  | 0 |

#### Skupina B
| Tým          | Z | V | P | R | GV | GI | B |
| ------------ | - | - | - | - | -- | -- | - |
| 1. Slovinsko | 3 | 2 | 0 | 1 | 11 | 6  | 5 |
| 2. Lotyšsko  | 3 | 1 | 1 | 1 | 8  | 8  | 3 |
| 3. Dánsko    | 3 | 1 | 2 | 0 | 8  | 11 | 2 |
| 4. Japonsko  | 3 | 0 | 1 | 2 | 10 | 12 | 2 |

### Finálová část

#### Semifinále
- Kazachstán 4 - 1  Lotyšsko
- Slovinsko 3 - 2 P  Rakousko

#### O 3. místo
- Rakousko 4 - 1  Lotyšsko

#### O postup
- Slovinsko 2 - 5  Kazachstán

 Kazachstán postoupil mezi elitu na Mistrovství světa v ledním hokeji do 18 let 2003.

#### O 5. - 7. místo
| Tým         | Z | V | P | R | GV | GI | B |
| ----------- | - | - | - | - | -- | -- | - |
| 5. Itálie   | 2 | 1 | 1 | 0 | 7  | 6  | 2 |
| 6. Dánsko   | 2 | 1 | 1 | 0 | 8  | 8  | 2 |
| 7. Japonsko | 2 | 1 | 1 | 0 | 8  | 9  | 2 |

Nikdo nesestoupil vzhledem k rozšíření 1. divize na 12 týmů.

## 2. divize
Turnaj se odehrál v Briançonu ve Francii.

### Základní skupiny

#### Skupina A
| Tým               | Z | V | R | P | GV | GI | B |
| ----------------- | - | - | - | - | -- | -- | - |
| 1. Francie        | 3 | 3 | 0 | 0 | 47 | 1  | 6 |
| 2. Velká Británie | 3 | 2 | 0 | 1 | 16 | 11 | 4 |
| 3. Chorvatsko     | 3 | 1 | 0 | 2 | 9  | 27 | 2 |
| 4. Rumunsko       | 3 | 0 | 0 | 3 | 2  | 35 | 0 |

#### Skupina B
| Tým           | Z | V | R | P | GV | GI | B |
| ------------- | - | - | - | - | -- | -- | - |
| 1. Polsko     | 3 | 3 | 0 | 0 | 25 | 3  | 6 |
| 2. Estonsko   | 3 | 2 | 0 | 1 | 13 | 11 | 4 |
| 3. Nizozemsko | 3 | 1 | 0 | 2 | 4  | 18 | 2 |
| 4. Maďarsko   | 3 | 0 | 0 | 3 | 5  | 15 | 0 |

### Finálová část

#### O postup
| Tým               | Z | V | R | P | GV | GI | B |
| ----------------- | - | - | - | - | -- | -- | - |
| 1. Francie        | 3 | 3 | 0 | 0 | 36 | 1  | 6 |
| 2. Polsko         | 2 | 2 | 0 | 1 | 20 | 15 | 4 |
| 3. Velká Británie | 2 | 1 | 0 | 2 | 10 | 22 | 2 |
| 4. Estonsko       | 2 | 0 | 0 | 3 | 3  | 31 | 0 |

Vzhledem k rozšíření 1. divize na 12 týmů postoupily tři týmy:  Francie,  Polsko a  Velká Británie.

#### O 5. - 8. místo
| Tým           | Z | V | R | P | GV | GI | B |
| ------------- | - | - | - | - | -- | -- | - |
| 5. Nizozemsko | 3 | 3 | 0 | 0 | 12 | 7  | 6 |
| 6. Maďarsko   | 2 | 2 | 0 | 1 | 13 | 7  | 4 |
| 7. Chorvatsko | 2 | 1 | 0 | 2 | 12 | 14 | 2 |
| 8. Rumunsko   | 2 | 0 | 0 | 3 | 6  | 15 | 0 |

Nikdo nesestoupil a i 2. divize byla rozšířena na 12 týmů.

## 3. divize
Turnaj se odehrál v Elektrėnai a Kaunasu v Litvě.

### Základní skupiny

#### Skupina A
| Tým            | Z | V | R | P | GV | GI | B |
| -------------- | - | - | - | - | -- | -- | - |
| 1. Jižní Korea | 3 | 3 | 0 | 0 | 36 | 1  | 6 |
| 2. Belgie      | 3 | 2 | 0 | 1 | 11 | 19 | 4 |
| 3. Litva       | 3 | 1 | 0 | 2 | 11 | 18 | 2 |
| 4. Bulharsko   | 3 | 0 | 0 | 3 | 2  | 22 | 0 |

#### Skupina B
| Tým           | Z | V | R | P | GV | GI | B |
| ------------- | - | - | - | - | -- | -- | - |
| 1. Jugoslávie | 3 | 3 | 0 | 0 | 42 | 5  | 6 |
| 2. Španělsko  | 3 | 1 | 1 | 1 | 27 | 12 | 3 |
| 3. JAR        | 3 | 1 | 1 | 1 | 11 | 25 | 3 |
| 4. Turecko    | 3 | 0 | 0 | 3 | 3  | 41 | 0 |

### O umístění
- Jižní Korea 11 - 1  Jugoslávie
- Španělsko 7 - 4  Belgie
- Litva 3 - 5  JAR
- Bulharsko 6 - 3  Turecko

Všechny týmy kromě posledního Turecka postoupily do rozšířené 2. divize

## Asie - divize 1
Turnaj se odehrál v Aucklandu na Novém Zélandu.
| Tým            | Z | V | R | P | GV | GI  | B  |
| -------------- | - | - | - | - | -- | --- | -- |
| 1. Austrálie   | 5 | 5 | 0 | 0 | 77 | 10  | 10 |
| 2. Čína        | 5 | 4 | 0 | 1 | 80 | 5   | 8  |
| 3. Nový Zéland | 5 | 3 | 0 | 2 | 51 | 14  | 6  |
| 4. Mongolsko   | 5 | 2 | 0 | 3 | 19 | 46  | 4  |
| 5. Tchaj-wan   | 5 | 1 | 0 | 4 | 11 | 59  | 2  |
| 6. Thajsko     | 5 | 0 | 0 | 5 | 7  | 105 | 0  |

Týmy  Austrálie,  Čína a  Nový Zéland postoupily do 3. divize. Asijská divize 1 byla od dalšího ročníku zrušena.